# Жуков, Евгений (легкоатлет)
Евге́ний В. Жу́ков (род. 20 августа 1930, Тула, Московская область) — советский легкоатлет, выступавший в беге на длинные дистанции, автогонщик. Участник летних Олимпийских игр 1960 года, серебряный призёр чемпионата Европы 1958 года. Мастер спорта СССР (1956).

## Биография
Родился 20 августа 1930 года в Туле.
Выступал в легкоатлетических соревнованиях за «Спартак» (Ленинград). Пять раз завоёвывал медали чемпионата СССР по лёгкой атлетике. В беге на 5000 метров выиграл серебро (1955) и две бронзы (1957, 1959), в беге на 10 000 метров — серебро (1961) и бронзу (1958).
В 1958 году завоевал серебряную медаль на чемпионате Европы по лёгкой атлетике в Стокгольме в беге на 10 000 метров. В том же году победил на этой дистанции в первом в истории матче сборных СССР и США по лёгкой атлетике.
В 1960 году вошёл в состав сборной СССР на летних Олимпийских играх в Риме. В беге на 10 000 метров занял 16-е место, показав результат 29 минут 42,20 секунды и уступив 1 минуту 10,02 секунды победителю Петру Болотникову из СССР. Как рассказывал Болотников, тренеры сборной поставили Жукову и Алексею Десятчикову задачу работать на дистанции на победу Болотникова, чтобы соперники не смогли помешать ему.
Покинув лёгкую атлетику, занимался автоспортом, стал мастером спорта СССР.

## Личный рекорд
- Бег на 10 000 метров — 28.58,6 (1958)[5]